# Grand Prix-wegrace van Tsjecho-Slowakije

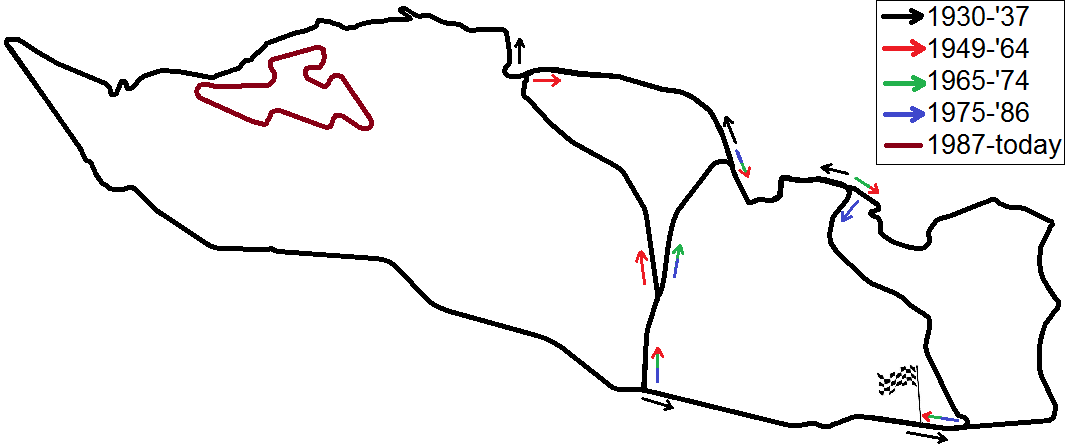
De Masaryk-Ring door de jaren heen, met in het binnenterrein het Automotodrom Brno

Automotodrom Brno, gebruikt sinds 1987

De Grand Prix van Tsjechoslowakije voor motorfietsen was een wegrace die van 1928 tot 1991 40 keer werd georganiseerd. 

## Geschiedenis
De eerste Grote Prijs van Tsjechoslowakije vond in 1928 plaats op het militaire vliegveld Prag-Kbely, als opvolger van de TT van Tsjechoslowakije. In 1929 vond de race plaats in het district Praag-Zbraslav. Toen namen er al internationale grootheden als George Rowley en Henry Tyrell-Smith deel. Daarna werd er echter voorlopig geen Tsjechische Grand Prix meer georganiseerd. 
Na de Tweede Wereldoorlog vond in 1950 weer een Grand Prix plaats, nu op de 17,8 km lange Masaryk-Ring. Die lag rond om Kohoutovice, dat tegenwoordig bij Brno hoort. Omdat de Sovjet-machthebbers motorraces - in tegenstelling tot autoraces - niet als "bourgeois" beschouwden, kon de Grand Prix tot bloei komen en in 1951 als internationale "Grand Prix van Tsjechoslowakije" ook voor rijders van buiten het Oostblok worden opengesteld. Daardoor konden zowel Tsjecho-Slowaakse coureurs als František Šťastný en Gustav Havel op binnenlandse merken als ČZ en Jawa als buitenlandse wereldkampioenen als Keith Campbell, Gary Hocking, Jim Redman en Luigi Taveri deelnemen. 
Vanaf het seizoen 1965 kreeg de GP van Tsjechoslowakije WK-status, maar nu op het tot 13,940 km verkorte circuit. Vooral nadat de GP van de DDR in 1973 haar WK-status kwijt raakte  bezochten tienduizenden Oost-Duitsers de Grand Prix in Brno.
Na de dood van Gilberto Parlotti op het eiland Man in 1972, de dood van Jarno Saarinen en Renzo Pasolini in 1973 in Monza en het ongeluk van Bill Henderson, die in 1974 op de Nürburgring zijn wervelkolom brak toen hij tegen de onbeschermde vangrail klapte, werden tijdens het congres van de Fédération Internationale de Motocyclisme in oktober 1974 de veiligheidseisen voor de circuits flink aangescherpt. De Snaefell Mountain Course en het circuit van Opatija werden definitief afgekeurd en zouden vanaf 1976 hun WK-status verliezen en de circuits van Imatra en de Masaryk-Ring moesten ingrijpend verbeterd worden.
In het seizoen 1975 was het circuit ingekort tot 10,925 km, maar de veiligheid stond nog steeds ter discussie. Daarom werden er van 1983 tot 1986 alleen wedstrijden in het kader van het Europees kampioenschap wegrace georganiseerd. 
Men bouwde binnen de bestaande baan een nieuw circuit, het Automotodrom Brno. Daardoor kon men vanaf het seizoen 1987 weer WK-races organiseren en honderdduizenden toeschouwers aantrekken. De laatste WK-race vond echter in 1991 plaats. Door de veranderde economische situatie na de Fluwelen Revolutie kon men met de FIM niet meer tot overeenstemming komen.
Nadat Tsjechoslowakije op 1 januari 1993 werd opgedeeld in de zelfstandige staten Tsjechië en Slowakije werd vanaf het seizoen 1993 de Grand Prix van Tsjechië als WK-race georganiseerd. 

## Statistiek van de Grand Prix van Tsjechoslowakije

### Van 1928 tot 1929
| Jaar | Circuit                       | Klasse | Winnaar                    |  |
| ---- | ----------------------------- | ------ | -------------------------- |  |
| 1928 | Militair vliegveld Prag-Kbely | 250 cc | Hans Sprung (DKW)          |  |
| 1928 | Militair vliegveld Prag-Kbely | 350 cc | George Rowley (AJS)        |  |
| 1928 | Militair vliegveld Prag-Kbely | 500 cc | Bohumil Turek (Triumph)    |  |
|      |                               |        |                            |  |
| 1929 | Praag-Zbraslav                | 250 cc | Joe Sarkis (OK Supreme)    |  |
| 1929 | Praag-Zbraslav                | 350 cc | Günther Bartels (DKW)      |  |
| 1929 | Praag-Zbraslav                | 500 cc | Henry Tyrell-Smith (Rudge) |  |

### Van 1950 tot 1964
| Editie | Jaar | Circuit         | Klasse          | Winnaar                                 |
| ------ | ---- | --------------- | --------------- | --------------------------------------- |
| –      | 1950 | Masaryk-Ring    | 250 cc          | Josef Vejvoda (Jawa)                    |
| –      | 1950 | Masaryk-Ring    | 350 cc          | Antonín Vitvar (Norton)                 |
| –      | 1950 | Masaryk-Ring    | 500 cc          | Antonín Vitvar (Norton)                 |
|        |      |                 |                 |                                         |
| 1      | 1951 | Masaryk-Ring    | 250 cc          | František Bartoš (ČZ)                   |
| 1      | 1951 | Masaryk-Ring    | 350 cc          | Zdenek Kost (Norton)                    |
| 1      | 1951 | Masaryk-Ring    | 500 cc          | Antonín Vitvar (Norton)                 |
|        |      |                 |                 |                                         |
| 2      | 1952 | Masaryk-Ring    | 125 cc          | Bernhard Petruschke (IFA)               |
| 2      | 1952 | Masaryk-Ring    | 250 cc          | František Bartoš (ČZ)                   |
| 2      | 1952 | Masaryk-Ring    | 350 cc          | František Bartoš (ČZ)                   |
| 2      | 1952 | Masaryk-Ring    | 500 cc          | Antonín Vitvar (Jawa)                   |
|        |      |                 |                 |                                         |
|        | 1953 | geen Grand Prix | geen Grand Prix | geen Grand Prix                         |
|        |      |                 |                 |                                         |
| 3      | 1954 | Masaryk-Ring    | 125 cc          | František Bartoš (ČZ)                   |
| 3      | 1954 | Masaryk-Ring    | 250 cc          | František Šťastný (Jawa)                |
| 3      | 1954 | Masaryk-Ring    | 350 cc          | Leonhard Faßl (AJS)                     |
| 3      | 1954 | Masaryk-Ring    | 500 cc          | Gustav Havel (Jawa)                     |
|        |      |                 |                 |                                         |
| 4      | 1955 | Masaryk-Ring    | 125 cc          | Václav Parus (ČZ)                       |
| 4      | 1955 | Masaryk-Ring    | 250 cc          | Horst Kassner (NSU)                     |
| 4      | 1955 | Masaryk-Ring    | 350 cc          | Hans Baltisberger (NSU)                 |
| 4      | 1955 | Masaryk-Ring    | 500 cc          | Keith Campbell (Norton)                 |
|        |      |                 |                 |                                         |
| 5      | 1956 | Masaryk-Ring    | 125 cc          | František Bartoš (ČZ)                   |
| 5      | 1956 | Masaryk-Ring    | 250 cc          | Horst Kassner (NSU)                     |
| 5      | 1956 | Masaryk-Ring    | 350 cc          | František Šťastný (Jawa)                |
| 5      | 1956 | Masaryk-Ring    | 500 cc          | Gerold Klinger (BMW)                    |
|        |      |                 |                 |                                         |
| 6      | 1957 | Masaryk-Ring    | 125 cc          | Ernst Degner (MZ)                       |
| 6      | 1957 | Masaryk-Ring    | 175 cc          | Karel Bojer (ČZ)                        |
| 6      | 1957 | Masaryk-Ring    | 250 cc          | Helmut Hallmeier (NSU)                  |
| 6      | 1957 | Masaryk-Ring    | 350 cc          | Helmut Hallmeier (NSU)                  |
| 6      | 1957 | Masaryk-Ring    | 500 cc          | Gerold Klinger (BMW)                    |
|        |      |                 |                 |                                         |
| 7      | 1958 | Masaryk-Ring    | 125 cc          | Ernst Degner (MZ)                       |
| 7      | 1958 | Masaryk-Ring    | 175 cc          | František Srna (ČZ)                     |
| 7      | 1958 | Masaryk-Ring    | 250 cc          | František Bartoš (ČZ)                   |
| 7      | 1958 | Masaryk-Ring    | 350 cc          | František Šťastný (Jawa)                |
| 7      | 1958 | Masaryk-Ring    | 500 cc          | Dickie Dale (BMW)                       |
| 7      | 1958 | Masaryk-Ring    | Zijspanklasse   | Florian Camathias / Horst Kassner (BMW) |
|        |      |                 |                 |                                         |
| 8      | 1959 | Masaryk-Ring    | 125 cc          | Ernst Degner (MZ)                       |
| 8      | 1959 | Masaryk-Ring    | 250 cc          | František Srna (ČZ)                     |
| 8      | 1959 | Masaryk-Ring    | 350 cc          | František Šťastný (Jawa)                |
| 8      | 1959 | Masaryk-Ring    | 500 cc          | Eric Hinton (Norton)                    |
| 8      | 1959 | Masaryk-Ring    | Zijspanklasse   | Florian Camathias / Hilmar Cecco (BMW)  |
|        |      |                 |                 |                                         |
| 9      | 1960 | Masaryk-Ring    | 125 cc          | Ernst Degner (MZ)                       |
| 9      | 1960 | Masaryk-Ring    | 175 cc          | Karel Bojer (ČZ)                        |
| 9      | 1960 | Masaryk-Ring    | 250 cc          | František Šťastný (Jawa)                |
| 9      | 1960 | Masaryk-Ring    | 350 cc          | František Šťastný (Jawa)                |
| 9      | 1960 | Masaryk-Ring    | 500 cc          | Gary Hocking (MV Agusta)                |
| 9      | 1960 | Masaryk-Ring    | Zijspanklasse   | Florian Camathias / Roland Föll (BMW)   |
|        |      |                 |                 |                                         |
| 10     | 1961 | Masaryk-Ring    | 125 cc          | Jim Redman (Honda)                      |
| 10     | 1961 | Masaryk-Ring    | 175 cc          | František Boček (ČZ)                    |
| 10     | 1961 | Masaryk-Ring    | 250 cc          | Jim Redman (Honda)                      |
| 10     | 1961 | Masaryk-Ring    | 350 cc          | František Šťastný (Jawa)                |
| 10     | 1961 | Masaryk-Ring    | 500 cc          | Rudi Thalhammer (Norton)                |
|        |      |                 |                 |                                         |
| 11     | 1962 | Masaryk-Ring    | 125 cc          | László Szabó (MZ)                       |
| 11     | 1962 | Masaryk-Ring    | 175 cc          | Václav Parus (ČZ)                       |
| 11     | 1962 | Masaryk-Ring    | 250 cc          | Stanislav Malina (ČZ)                   |
| 11     | 1962 | Masaryk-Ring    | 350 cc          | Jim Redman (Honda)                      |
| 11     | 1962 | Masaryk-Ring    | 500 cc          | František Šťastný (Jawa)                |
|        |      |                 |                 |                                         |
| 12     | 1963 | Masaryk-Ring    | 125 cc          | Luigi Taveri (Honda)                    |
| 12     | 1963 | Masaryk-Ring    | 250 cc          | Stanislav Malina (ČZ)                   |
| 12     | 1963 | Masaryk-Ring    | 350 cc          | Gustav Havel (Jawa)                     |
| 12     | 1963 | Masaryk-Ring    | 500 cc          | Gustav Havel (Jawa)                     |
|        |      |                 |                 |                                         |
| 13     | 1964 | Masaryk-Ring    | 125 cc          | Luigi Taveri (Honda)                    |
| 13     | 1964 | Masaryk-Ring    | 250 cc          | Heinz Rosner (MZ)                       |
| 13     | 1964 | Masaryk-Ring    | 350 cc          | Stanislav Malina (ČZ)                   |

### Van 1965 tot 1972 (In het kader van het wereldkampioenschap wegrace)
| Editie | Jaar | Circuit      | Klasse        | 1e                                         | 2e                                          | 3e                                            | Poleposition                                |
| ------ | ---- | ------------ | ------------- | ------------------------------------------ | ------------------------------------------- | --------------------------------------------- | ------------------------------------------- |
| 14     | 1965 | Masaryk-Ring | 125 cc        | Frank Perris (Suzuki)                      | Derek Woodman (MZ)                          | Heinz Rosner (MZ)                             | Hugh Anderson (Suzuki)                      |
| 14     | 1965 | Masaryk-Ring | 250 cc        | Phil Read (Yamaha)                         | Mike Duff (Yamaha)                          | Jim Redman (Honda)                            | Mike Duff (Yamaha)                          |
| 14     | 1965 | Masaryk-Ring | 350 cc        | Jim Redman (Honda)                         | Derek Woodman (MZ)                          | Nikolaj Sevast'ânov (CKEB)                    | Jim Redman (Honda)                          |
| 14     | 1965 | Masaryk-Ring | 500 cc        | Mike Hailwood (MV Agusta)                  | Giacomo Agostini (MV Agusta)                | Jack Ahearn (Norton)                          | Mike Hailwood (MV Agusta)                   |
|        |      |              |               |                                            |                                             |                                               |                                             |
| 15     | 1966 | Masaryk-Ring | 125 cc        | Luigi Taveri (Yamaha)                      | Ralph Bryans (Honda)                        | Bill Ivy (Yamaha)                             | Bill Ivy (Yamaha)                           |
| 15     | 1966 | Masaryk-Ring | 250 cc        | Mike Hailwood (Honda)                      | Phil Read (Yamaha)                          | Heinz Rosner (MZ)                             | Mike Hailwood (Honda)                       |
| 15     | 1966 | Masaryk-Ring | 350 cc        | Mike Hailwood (Honda)                      | Giacomo Agostini (MV Agusta)                | Heinz Rosner (MZ)                             | Mike Hailwood (Honda)                       |
| 15     | 1966 | Masaryk-Ring | 500 cc        | Mike Hailwood (Honda)                      | Giacomo Agostini (MV Agusta)                | Gyula Marsovszky (Matchless)                  | Mike Hailwood (Honda)                       |
|        |      |              |               |                                            |                                             |                                               |                                             |
| 16     | 1967 | Masaryk-Ring | 125 cc        | Bill Ivy (Yamaha)                          | Stuart Graham (Suzuki)                      | László Szabó (MZ)                             | Yoshimi Katayama (Suzuki)                   |
| 16     | 1967 | Masaryk-Ring | 250 cc        | Phil Read (Yamaha)                         | Bill Ivy (Yamaha)                           | Mike Hailwood (Honda)                         | Bill Ivy (Yamaha)                           |
| 16     | 1967 | Masaryk-Ring | 350 cc        | Mike Hailwood (Honda)                      | Heinz Rosner (MZ)                           | Derek Woodman (MZ)                            | Mike Hailwood (Honda)                       |
| 16     | 1967 | Masaryk-Ring | 500 cc        | Mike Hailwood (Honda)                      | Giacomo Agostini (MV Agusta)                | John Cooper (Norton)                          | Mike Hailwood (Honda)                       |
|        |      |              |               |                                            |                                             |                                               |                                             |
| 17     | 1968 | Masaryk-Ring | 125 cc        | Phil Read (Yamaha)                         | László Szabó (MZ)                           | Günter Bartusch (MZ)                          | Bill Ivy (Yamaha)                           |
| 17     | 1968 | Masaryk-Ring | 250 cc        | Phil Read (Yamaha)                         | Bill Ivy (Yamaha)                           | Heinz Rosner (MZ)                             | Phil Read (Yamaha)                          |
| 17     | 1968 | Masaryk-Ring | 350 cc        | Giacomo Agostini (MV Agusta)               | Heinz Rosner (MZ)                           | František Šťastný (Jawa)                      | Giacomo Agostini (MV Agusta)                |
| 17     | 1968 | Masaryk-Ring | 500 cc        | Giacomo Agostini (MV Agusta)               | Jack Findlay (McIntyre-Matchless)           | Gyula Marsovszky (Matchless)                  | Giacomo Agostini (MV Agusta)                |
|        |      |              |               |                                            |                                             |                                               |                                             |
| 18     | 1969 | Masaryk-Ring | 50 cc         | Paul Lodewijkx (Jamathi)                   | Barry Smith (Derbi)                         | Ángel Nieto (Derbi)                           | Barry Smith (Derbi)                         |
| 18     | 1969 | Masaryk-Ring | 125 cc        | Dave Simmonds (Kawasaki)                   | Dieter Braun (Suzuki)                       | Cees van Dongen (Suzuki)                      | Dave Simmonds (Kawasaki)                    |
| 18     | 1969 | Masaryk-Ring | 250 cc        | Renzo Pasolini (Benelli)                   | Rodney Gould (Yamaha)                       | Kel Carruthers (Benelli)                      | Rodney Gould (Yamaha)                       |
| 18     | 1969 | Masaryk-Ring | 350 cc        | Giacomo Agostini (MV Agusta)               | Rodney Gould (Yamaha)                       | Silvio Grassetti (Jawa)                       | Rodney Gould (Yamaha)                       |
| 18     | 1969 | Masaryk-Ring | 500 cc        | Giacomo Agostini (MV Agusta)               | Gyula Marsovszky (Linto)                    | Bohumil Staša (ČZ)                            | Giacomo Agostini (MV Agusta)                |
|        |      |              |               |                                            |                                             |                                               |                                             |
| 19     | 1970 | Masaryk-Ring | 50 cc         | Aalt Toersen (Jamathi)                     | Rudolf Kunz (Kreidler)                      | Salvador Cañellas (Derbi)                     | Aalt Toersen (Jamathi)                      |
| 19     | 1970 | Masaryk-Ring | 125 cc        | Gilberto Parlotti (Morbidelli)             | Dieter Braun (Suzuki)                       | Dave Simmonds (Kawasaki)                      | Gilberto Parlotti (Morbidelli)              |
| 19     | 1970 | Masaryk-Ring | 250 cc        | Kel Carruthers (Yamaha)                    | Kent Andersson (Yamaha)                     | Jarno Saarinen (Yamaha)                       | Kel Carruthers (Yamaha)                     |
| 19     | 1970 | Masaryk-Ring | 350 cc        | Giacomo Agostini (MV Agusta)               | Renzo Pasolini (Benelli)                    | Kent Andersson (Yamaha)                       | Giacomo Agostini (MV Agusta)                |
| 19     | 1970 | Masaryk-Ring | Zijspanklasse | Klaus Enders / Ralf Engelhardt (BMW)       | Georg Auerbacher / Hermann Hahn (BMW)       | Arsenius Butscher / Josef Huber (BMW)         | Klaus Enders / Ralf Engelhardt (BMW)        |
|        |      |              |               |                                            |                                             |                                               |                                             |
| 20     | 1971 | Masaryk-Ring | 50 cc         | Barry Sheene (Van Veen-Kreidler)           | Herman Meijer (Jamathi)                     | Hans Kroismayr (Kreidler)                     | Gilberto Parlotti (Derbi)                   |
| 20     | 1971 | Masaryk-Ring | 125 cc        | Ángel Nieto (Derbi)                        | Börje Jansson (Maico)                       | Barry Sheene (Suzuki)                         | Ángel Nieto (Derbi)                         |
| 20     | 1971 | Masaryk-Ring | 250 cc        | János Drapál (Yamaha)                      | László Szabó (Yamaha)                       | Jarno Saarinen (Yamaha)                       | János Drapál (Yamaha)                       |
| 20     | 1971 | Masaryk-Ring | 350 cc        | Jarno Saarinen (Yamaha)                    | Bohumil Staša (ČZ)                          | Theo Bult (Yamsel)                            | Giacomo Agostini (MV Agusta)                |
| 20     | 1971 | Masaryk-Ring | Zijspanklasse | Siegfried Schauzu / Wolfgang Kalauch (BMW) | Horst Owesle / Peter Rutterford (Münch-URS) | Heinz Luthringshauser / Armgard Neumann (BMW) | Horst Owesle / Peter Rutterford (Münch-URS) |
|        |      |              |               |                                            |                                             |                                               |                                             |
| 21     | 1972 | Masaryk-Ring | 125 cc        | Börje Jansson (Maico)                      | Chas Mortimer (Yamaha)                      | Kent Andersson (Yamaha)                       | Ángel Nieto (Derbi)                         |
| 21     | 1972 | Masaryk-Ring | 250 cc        | Jarno Saarinen (Yamaha)                    | Renzo Pasolini (Aermacchi)                  | Phil Read (Yamaha)                            | Jarno Saarinen (Yamaha)                     |
| 21     | 1972 | Masaryk-Ring | 350 cc        | Jarno Saarinen (Yamaha)                    | Renzo Pasolini (Aermacchi)                  | Dieter Braun (Yamaha)                         | Jarno Saarinen (Yamaha)                     |
| 21     | 1972 | Masaryk-Ring | 500 cc        | Giacomo Agostini (MV Agusta)               | Jack Findlay (Jada-Suzuki)                  | Bruno Kneubühler (Yamaha)                     | Giacomo Agostini (MV Agusta)                |
| 21     | 1972 | Masaryk-Ring | Zijspanklasse | Klaus Enders / Ralf Engelhardt (Busch-BMW) | Chris Vincent / Michael Casey (Münch-URS)   | Richard Wegener / Adi Heinrichs (Busch-BMW)   | Klaus Enders / Ralf Engelhardt (Busch-BMW)  |

### Van 1973 tot 1982 (In het kader van het wereldkampioenschap wegrace)
| Editie | Jaar | Circuit      | Klasse                   | 1e                                                 | 2e                                               | 3e                                             | Poleposition                                    | Snelste ronde                                   |
| ------ | ---- | ------------ | ------------------------ | -------------------------------------------------- | ------------------------------------------------ | ---------------------------------------------- | ----------------------------------------------- | ----------------------------------------------- |
| 22     | 1973 | Masaryk-Ring | 125 cc                   | Otello Buscherini (Malanca)                        | Chas Mortimer (Yamaha)                           | Jos Schurgers (Bridgestone)                    | Ángel Nieto (Morbidelli)                        | Otello Buscherini (Malanca)                     |
| 22     | 1973 | Masaryk-Ring | 250 cc                   | Dieter Braun (Yamaha)                              | Michel Rougerie (Harley-Davidson)                | Teuvo Länsivuori (Yamaha)                      | Dieter Braun (Yamaha)                           | Michel Rougerie (Harley-Davidson)               |
| 22     | 1973 | Masaryk-Ring | 350 cc                   | Teuvo Länsivuori (Yamaha)                          | Giacomo Agostini (MV Agusta)                     | Phil Read (MV Agusta)                          | Teuvo Länsivuori (Yamaha)                       | Teuvo Länsivuori (Yamaha)                       |
| 22     | 1973 | Masaryk-Ring | 500 cc                   | Giacomo Agostini (MV Agusta)                       | Phil Read (MV Agusta)                            | Bruno Kneubühler (Yamaha)                      | Phil Read (MV Agusta)                           | Giacomo Agostini (MV Agusta)                    |
| 22     | 1973 | Masaryk-Ring | Zijspanklasse            | Klaus Enders / Ralf Engelhardt (Busch-BMW)         | Siegfried Schauzu / Wolfgang Kalauch (BMW)       | Werner Schwärzel / Karl-Heinz Kleis (König)    | Klaus Enders / Ralf Engelhardt (Busch-BMW)      | Klaus Enders / Ralf Engelhardt (Busch-BMW)      |
|        |      |              |                          |                                                    |                                                  |                                                |                                                 |                                                 |
| 23     | 1974 | Masaryk-Ring | 50 cc                    | Henk van Kessel (Van Veen-Kreidler)                | Julien van Zeebroeck (Kreidler)                  | Gerhard Thurow (Kreidler)                      | Henk van Kessel (Van Veen-Kreidler)             | Henk van Kessel (Van Veen-Kreidler)             |
| 23     | 1974 | Masaryk-Ring | 125 cc                   | Kent Andersson (Yamaha)                            | Paolo Pileri (Morbidelli)                        | Otello Buscherini (Malanca)                    | Paolo Pileri (Morbidelli)                       | Paolo Pileri (Morbidelli)                       |
| 23     | 1974 | Masaryk-Ring | 250 cc                   | Walter Villa (Harley-Davidson)                     | Takazumi Katayama (Yamaha)                       | Dieter Braun (Yamaha)                          | Michel Rougerie (Harley-Davidson)               | Walter Villa (Harley-Davidson)                  |
| 23     | 1974 | Masaryk-Ring | 500 cc                   | Phil Read (MV Agusta)                              | Gianfranco Bonera (MV Agusta)                    | Teuvo Länsivuori (Yamaha)                      | Phil Read (MV Agusta)                           | Gianfranco Bonera (MV Agusta)                   |
| 23     | 1974 | Masaryk-Ring | Zijspanklasse            | Werner Schwärzel / Karl-Heinz Kleis (König)        | Klaus Enders / Ralf Engelhardt (Busch Spezial)   | Siegfried Schauzu / Wolfgang Kalauch (BMW)     | Werner Schwärzel / Karl-Heinz Kleis (König)     | Klaus Enders / Ralf Engelhardt (Busch Spezial)  |
|        |      |              |                          |                                                    |                                                  |                                                |                                                 |                                                 |
| 24     | 1975 | Masaryk-Ring | 125 cc                   | Leif Gustafsson (Yamaha)                           | Kent Andersson (Yamaha)                          | Eugenio Lazzarini (Piovaticci)                 | Paolo Pileri (Morbidelli)                       | Paolo Pileri (Morbidelli)                       |
| 24     | 1975 | Masaryk-Ring | 250 cc                   | Michel Rougerie (Harley-Davidson)                  | Otello Buscherini (Yamaha)                       | Dieter Braun (Yamaha)                          | Michel Rougerie (Harley-Davidson)               | Otello Buscherini (Yamaha)                      |
| 24     | 1975 | Masaryk-Ring | 350 cc                   | Otello Buscherini (Bimota-Yamaha)                  | Olivier Chevallier (Yamaha)                      | Víctor Palomo (SMAC-Yamaha)                    | Johnny Cecotto (Bimota-Yamaha)                  | Víctor Palomo (SMAC-Yamaha)                     |
| 24     | 1975 | Masaryk-Ring | 500 cc                   | Phil Read (MV Agusta)                              | Giacomo Agostini (Yamaha)                        | Alex George (Yamaha)                           | Teuvo Länsivuori (Suzuki)                       | Teuvo Länsivuori (Suzuki)                       |
| 24     | 1975 | Masaryk-Ring | Zijspanklasse            | Werner Schwärzel / Andreas Huber (König)           | Rolf Steinhausen / Josef Huber (Busch-König)     | Herbert Haller / Siegfried Neumann (König)     | Werner Schwärzel / Andreas Huber (König)        | Werner Schwärzel / Andreas Huber (König)        |
|        |      |              |                          |                                                    |                                                  |                                                |                                                 |                                                 |
| 25     | 1976 | Masaryk-Ring | 250 cc                   | Walter Villa (Harley-Davidson)                     | Gianfranco Bonera (Harley-Davidson)              | Takazumi Katayama (Yamaha)                     | Walter Villa (Harley-Davidson)                  | Walter Villa (Harley-Davidson)                  |
| 25     | 1976 | Masaryk-Ring | 350 cc                   | Walter Villa (Harley-Davidson)                     | Víctor Palomo (Yamaha)                           | Tom Herron (Yamaha)                            | Walter Villa (Harley-Davidson)                  | Walter Villa (Harley-Davidson)                  |
| 25     | 1976 | Masaryk-Ring | 500 cc                   | John Newbold (Suzuki)                              | Teuvo Länsivuori (Suzuki)                        | Philippe Coulon (Suzuki)                       | Teuvo Länsivuori (Suzuki)                       | Teuvo Länsivuori (Suzuki)                       |
| 25     | 1976 | Masaryk-Ring | Zijspanklasse            | Hermann Schmid / Jean-Petit-Matile (Schmid-Yamaha) | Werner Schwärzel / Andreas Huber (König)         | Rolf Biland / Kenneth Williams (Seymaz-Yamaha) | Rolf Steinhausen / Andreas Huber (Busch-König)  | Rolf Biland / Kenneth Williams (Seymaz-Yamaha)  |
|        |      |              |                          |                                                    |                                                  |                                                |                                                 |                                                 |
| 26     | 1977 | Masaryk-Ring | 250 cc                   | Franco Uncini (Bakker-Harley-Davidson)             | Walter Villa (Bimota-Harley-Davidson)            | Mario Lega (Morbidelli)                        | Franco Uncini (Bakker-Harley-Davidson)          | Walter Villa (Bimota-Harley-Davidson)           |
| 26     | 1977 | Masaryk-Ring | 350 cc                   | Johnny Cecotto (Yamaha)                            | Tom Herron (Yamaha)                              | Christian Sarron (Yamaha)                      | Johnny Cecotto (Yamaha)                         | Johnny Cecotto (Yamaha)                         |
| 26     | 1977 | Masaryk-Ring | 500 cc                   | Johnny Cecotto (Yamaha)                            | Giacomo Agostini (Yamaha)                        | Michel Rougerie (Suzuki)                       | Johnny Cecotto (Yamaha)                         | Johnny Cecotto (Yamaha)                         |
| 26     | 1977 | Masaryk-Ring | Zijspanklasse            | Rolf Steinhausen / Wolfgang Kalauch (Busch-Yamaha) | Siegfried Schauzu / Lorenzo Puzo (Yamaha)        | George O'Dell / Cliff Holland (Windle-Yamaha)  | Werner Schwärzel / Andreas Huber (ARO-Fath)     | Werner Schwärzel / Andreas Huber (ARO-Fath)     |
|        |      |              |                          |                                                    |                                                  |                                                |                                                 |                                                 |
| 27     | 1978 | Masaryk-Ring | 50 cc                    | Ricardo Tormo (Bultaco)                            | Claudio Lusuardi (Bultaco)                       | Henk van Kessel (Sparta)                       | Ricardo Tormo (Bultaco)                         | Ricardo Tormo (Bultaco)                         |
| 27     | 1978 | Masaryk-Ring | 250 cc                   | Kork Ballington (Kawasaki)                         | Gregg Hansford (Kawasaki)                        | Mario Lega (Morbidelli)                        | Kork Ballington (Kawasaki)                      | Kork Ballington (Kawasaki)                      |
| 27     | 1978 | Masaryk-Ring | 350 cc                   | Kork Ballington (Kawasaki)                         | Gregg Hansford (Kawasaki)                        | Michel Rougerie (Yamaha)                       | Kork Ballington (Kawasaki)                      | Kork Ballington (Kawasaki)                      |
| 27     | 1978 | Masaryk-Ring | Zijspanklasse            | Alain Michel / Stuart Collins (Seymaz-Yamaha)      | Rolf Biland / Kenneth Williams (TTM-Yamaha)      | Dick Greasley / Gordon Russell (Busch-Yamaha)  | Werner Schwärzel / Andreas Huber (ARO-Fath)     | Alain Michel / Stuart Collins (Seymaz-Yamaha)   |
|        |      |              |                          |                                                    |                                                  |                                                |                                                 |                                                 |
| 28     | 1979 | Masaryk-Ring | 125 cc                   | Guy Bertin (Motobécane)                            | Harald Bartol (Morbidelli)                       | Maurizio Massimiani (MBA)                      | Guy Bertin (Motobécane)                         | Guy Bertin (Motobécane)                         |
| 28     | 1979 | Masaryk-Ring | 250 cc                   | Kork Ballington (Kawasaki)                         | Graziano Rossi (Morbidelli)                      | Paolo Pileri (Yamaha)                          | Paolo Pileri (Yamaha)                           | Kork Ballington (Kawasaki)                      |
| 28     | 1979 | Masaryk-Ring | 350 cc                   | Kork Ballington (Kawasaki)                         | Toni Mang (Kawasaki)                             | Patrick Fernandez (Yamaha)                     | Kork Ballington (Kawasaki)                      | Toni Mang (Kawasaki)                            |
| 28     | 1979 | Masaryk-Ring | Zijspanklasse (Cat. B2A) | Rolf Biland / Kurt Waltisperg (Schmid-Yamaha)      | Dick Greasley / John Parkins (Yamaha)            | Werner Schwärzel / Andreas Huber (Yamaha)      | Rolf Biland / Kurt Waltisperg (Schmid-Yamaha)   | Rolf Biland / Kurt Waltisperg (Schmid-Yamaha)   |
|        |      |              |                          |                                                    |                                                  |                                                |                                                 |                                                 |
| 29     | 1980 | Masaryk-Ring | 125 cc                   | Guy Bertin (Motobécane)                            | Maurizio Massimiani (Minarelli)                  | Hans Müller (MBA)                              | Ángel Nieto (Minarelli)                         | Guy Bertin (Motobécane)                         |
| 29     | 1980 | Masaryk-Ring | 250 cc                   | Toni Mang (Krauser)                                | Kork Ballington (Kawasaki)                       | Jean-François Baldé (Kawasaki)                 | Toni Mang (Krauser)                             | Toni Mang (Krauser)                             |
| 29     | 1980 | Masaryk-Ring | 350 cc                   | Toni Mang (Krauser)                                | Jean-François Baldé (Kawasaki)                   | Jeffrey Sayle (Yamaha)                         | Toni Mang (Krauser)                             | Toni Mang (Krauser)                             |
| 29     | 1980 | Masaryk-Ring | Zijspanklasse            | Rolf Biland / Kurt Waltisperg (LCR-Yamaha)         | Alain Michel / Michael Burkhard (Seymaz-Yamaha)  | Bruno Holzer / Karl Meierhans (LCR-Yamaha)     | Alain Michel / Michael Burkhard (Seymaz-Yamaha) | Rolf Biland / Kurt Waltisperg (LCR-Yamaha)      |
|        |      |              |                          |                                                    |                                                  |                                                |                                                 |                                                 |
| 30     | 1981 | Masaryk-Ring | 50 cc                    | Theo Timmer (Bultaco)                              | Giuseppe Ascareggi (Minarelli)                   | Rainer Kunz (Kreidler)                         | Stefan Dörflinger (Kreidler)                    | Theo Timmer (Bultaco)                           |
| 30     | 1981 | Masaryk-Ring | 250 cc                   | Toni Mang (Kawasaki)                               | Roland Freymond (Ad Maiora)                      | Jean-Louis Tournadre (Yamaha)                  | Toni Mang (Kawasaki)                            | Toni Mang (Kawasaki)                            |
| 30     | 1981 | Masaryk-Ring | 350 cc                   | Toni Mang (Kawasaki)                               | Jean-François Baldé (Kawasaki)                   | Gustav Reiner (Bimota-Yamaha)                  | Toni Mang (Kawasaki)                            | Toni Mang (Kawasaki)                            |
| 30     | 1981 | Masaryk-Ring | Zijspanklasse            | Rolf Biland / Kurt Waltisperg (LCR-Yamaha)         | Alain Michel / Michael Burkhard (Seymaz-Yamaha)  | Derek Jones / Brian Ayres (Yamaha)             | Rolf Biland / Kurt Waltisperg (LCR-Yamaha)      | Rolf Biland / Kurt Waltisperg (LCR-Yamaha)      |
|        |      |              |                          |                                                    |                                                  |                                                |                                                 |                                                 |
| 31     | 1982 | Masaryk-Ring | 125 cc                   | Eugenio Lazzarini (Garelli)                        | Iván Palazzese (MBA)                             | Ricardo Tormo (Sanvenero)                      | Hans Müller (MBA)                               | Eugenio Lazzarini (Garelli)                     |
| 31     | 1982 | Masaryk-Ring | 250 cc                   | Carlos Lavado (Yamaha)                             | Jean-Louis Tournadre (Yamaha)                    | Martin Wimmer (Yamaha)                         | Didier de Radiguès (Chevallier-Yamaha)          | Jean-Louis Tournadre (Yamaha)                   |
| 31     | 1982 | Masaryk-Ring | 350 cc                   | Didier de Radiguès (Chevallier-Yamaha)             | Toni Mang (Kawasaki)                             | Jacques Cornu (Yamaha)                         | Didier de Radiguès (Chevallier-Yamaha)          | Didier de Radiguès (Chevallier-Yamaha)          |
| 31     | 1982 | Masaryk-Ring | Zijspanklasse            | Alain Michel / Michael Burkhard (Seymaz-Yamaha)    | Werner Schwärzel / Andreas Huber (Seymaz-Yamaha) | Derek Jones / Brian Ayres (LCR-Yamaha)         | Rolf Biland / Kurt Waltisperg (LCR-Yamaha)      | Alain Michel / Michael Burkhard (Seymaz-Yamaha) |

### Van 1983 tot 1986 (In het kader van het Europees kampioenschap wegrace)
(gekleurde achtergrond = race in het kader van de Formule TT)
| 32 | 1983 | Masaryk-Ring | 80 cc         | Hubert Abold (Zündapp)                     | Massimo Fargeri (Zündapp)                  | Chris Baert (Kreidler)                  |  |  |
| 32 | 1983 | Masaryk-Ring | 125 cc        | Ezio Gianola (MBA)                         | Paul Bordes (MBA)                          | Willy Hupperich (MBA)                   |  |  |
| 32 | 1983 | Masaryk-Ring | 250 cc        | Carlos Cardús (JJ Cobas)                   | Edwin Weibel (Yamaha)                      | Harald Eckl (Yamaha)                    |  |  |
| 32 | 1983 | Masaryk-Ring | 500 cc        | Walter Hofmann (Suzuki)                    | Peter Sköld (Suzuki)                       | Enrico Fugardi (Suzuki)                 |  |  |
| 32 | 1983 | Masaryk-Ring | Zijspanklasse | Derek Bailey / Brian Nixon (Yamaha)        | Markus Egloff / Urs Egloff (Yamaha)        | Axel Van Berg / Kraak (Yamaha)          |  |  |
|    |      |              |               |                                            |                                            |                                         |  |  |
| 33 | 1984 | Masaryk-Ring | 80 cc         | Gert Kafka (Sachs)                         | Richard Bay (Rupp)                         | Bernd Rossbach (Casal)                  |  |  |
| 33 | 1984 | Masaryk-Ring | 250 cc        | Siegfried Minich (Yamaha)                  | Jean-Luc Guillemet (Yamaha)                | Manfred Obinger (Yamaha)                |  |  |
| 33 | 1984 | Masaryk-Ring | TT-F2         | Brian Reid (Yamaha)                        | Walter Hofmann (Yamaha)                    | Phil Mellor (Yamaha)                    |  |  |
| 33 | 1984 | Masaryk-Ring | 500 cc        | Massimo Messere (Suzuki)                   | Eero Hyvärinen (Suzuki)                    | Simon Buckmaster (Suzuki)               |  |  |
| 33 | 1984 | Masaryk-Ring | Zijspanklasse | René Progin / Hunziker (Seymaz-Yamaha)     | Hans-Rüdi Christinat / Fährni (LCR-Yamaha) | Terry Haslam / Gainey (Seymaz-Yamaha)   |  |  |
|    |      |              |               |                                            |                                            |                                         |  |  |
| 34 | 1985 | Masaryk-Ring | 80 cc         | Rainer Kunz (Ziegler)                      | Günter Schirnhofer (Krauser)               | Michael Gschwander (Casal)              |  |  |
| 34 | 1985 | Masaryk-Ring | 125 cc        | Paul Bordes (MBA)                          | Thierry Feuz (MBA)                         | Pierfrancesco Chili (MBA)               |  |  |
| 34 | 1985 | Masaryk-Ring | 250 cc        | Massimo Matteoni (Honda)                   | Josef Hutter (Bartol)                      | Siegfried Minich (Yamaha)               |  |  |
| 34 | 1985 | Masaryk-Ring | 500 cc        | Mile Pajic (Honda)                         | Gerold Fischer (Suzuki)                    | Marco Gentile (Yamaha)                  |  |  |
| 34 | 1985 | Masaryk-Ring | Zijspanklasse | Frank Wrathall / Chapman (Seymaz-Yamaha)   | Barry Brindley / Jones (Yamaha)            | Dennis Bingham / Julia Bingham (Yamaha) |  |  |
|    |      |              |               |                                            |                                            |                                         |  |  |
| 35 | 1986 | Masaryk-Ring | 80 cc         | Bruno Casanova (Unimoto)                   | Wilco Zeelenberg (Casal)                   | Chris Baert (Seel)                      |  |  |
| 35 | 1986 | Masaryk-Ring | 125 cc        | Thierry Feuz (MBA)                         | Paul Bordes (MBA)                          | Claudio Macciotta (MBA)                 |  |  |
| 35 | 1986 | Masaryk-Ring | 250 cc        | Hans Lindner (Rotax)                       | Andreas Preining (Rotax)                   | Josef Hutter (Bartol)                   |  |  |
| 35 | 1986 | Masaryk-Ring | 500 cc        | Manfred Fischer (Honda)                    | Simon Buckmaster (Honda)                   | Eero Hyvärinen (Honda)                  |  |  |
| 35 | 1986 | Masaryk-Ring | Zijspanklasse | Yoshisada Kumagaya / Makiuchi (LCR-Yamaha) | Bernd Scherer / Gess (BSR-Yamaha)          | Nigrowsky / Meunier (Seymaz-Yamaha)     |  |  |

### Van 1987 tot 1991 (In het kader van het wereldkampioenschap wegrace)
| Editie | Jaar | Circuit | Klasse        | 1e                                          | 2e                                               | 3e                                              | Poleposition                                | Snelste ronde                                    |
| ------ | ---- | ------- | ------------- | ------------------------------------------- | ------------------------------------------------ | ----------------------------------------------- | ------------------------------------------- | ------------------------------------------------ |
| 36     | 1987 | Brno    | 80 cc         | Stefan Dörflinger (Krauser)                 | Jorge Martínez (Derbi)                           | Gerhard Waibel (Krauser)                        | Ian McConnachie (Krauser)                   | Stefan Dörflinger (Krauser)                      |
| 36     | 1987 | Brno    | 125 cc        | Fausto Gresini (Garelli)                    | Bruno Casanova (Garelli)                         | Andres Sánchez (Ducados)                        | Fausto Gresini (Garelli)                    | Bruno Casanova (Garelli)                         |
| 36     | 1987 | Brno    | 250 cc        | Toni Mang (Honda)                           | Dominique Sarron (Honda)                         | Carlos Cardús (Honda)                           | Dominique Sarron (Honda)                    | Carlos Cardús (Honda)                            |
| 36     | 1987 | Brno    | 500 cc        | Wayne Gardner (Honda)                       | Eddie Lawson (Yamaha)                            | Tadahiko Taira (Yamaha)                         | Wayne Gardner (Honda)                       | Wayne Gardner (Honda)                            |
| 36     | 1987 | Brno    | Zijspanklasse | Rolf Biland / Kurt Waltisperg (LCR-Krauser) | Egbert Streuer / Bernard Schnieders (LCR-Yamaha) | Steve Webster / Tony Hewitt (LCR-Krauser)       | Rolf Biland / Kurt Waltisperg (LCR-Krauser) | Steve Webster / Tony Hewitt (LCR-Krauser)        |
|        |      |         |               |                                             |                                                  |                                                 |                                             |                                                  |
| 37     | 1988 | Brno    | 80 cc         | Jorge Martínez (Derbi)                      | Stefan Dörflinger (Krauser)                      | Àlex Crivillé (Derbi)                           | Jorge Martínez (Derbi)                      | Jorge Martínez (Derbi)                           |
| 37     | 1988 | Brno    | 125 cc        | Jorge Martínez (Derbi)                      | Julián Miralles (Honda)                          | Hans Spaan (Honda)                              | Hans Spaan (Honda)                          | Jorge Martínez (Derbi)                           |
| 37     | 1988 | Brno    | 250 cc        | Juan Garriga (Yamaha)                       | Sito Pons (Honda)                                | Luca Cadalora (Yamaha)                          | Dominique Sarron (Honda)                    | Juan Garriga (Yamaha)                            |
| 37     | 1988 | Brno    | 500 cc        | Wayne Gardner (Honda)                       | Eddie Lawson (Yamaha)                            | Wayne Rainey (Yamaha)                           | Wayne Gardner (Honda)                       | Wayne Gardner (Honda)                            |
| 37     | 1988 | Brno    | Zijspanklasse | Steve Webster / Gavin Simmons (LCR-Krauser) | Egbert Streuer / Bernard Schnieders (LCR-Yamaha) | Markus Egloff / Urs Egloff (LCR-ADM)            | Rolf Biland / Kurt Waltisperg (LCR-Krauser) | Egbert Streuer / Bernard Schnieders (LCR-Yamaha) |
|        |      |         |               |                                             |                                                  |                                                 |                                             |                                                  |
| 38     | 1989 | Brno    | 80 cc         | Herri Torrontegui (Krauser)                 | Manuel Herreros (Derbi)                          | Jorge Martínez (Derbi)                          | Stefan Dörflinger (Krauser)                 | Herri Torrontegui (Krauser)                      |
| 38     | 1989 | Brno    | 125 cc        | Àlex Crivillé (JJ Cobas-Rotax)              | Hans Spaan (Honda)                               | Stefan Prein (Honda)                            | Àlex Crivillé (JJ Cobas-Rotax)              | Kohji Takada (Honda)                             |
| 38     | 1989 | Brno    | 250 cc        | Reinhold Roth (Honda)                       | Masahiro Shimizu (Honda)                         | Jacques Cornu (Honda)                           | Reinhold Roth (Honda)                       | Juan Garriga (Yamaha)                            |
| 38     | 1989 | Brno    | 500 cc        | Kevin Schwantz (Suzuki)                     | Eddie Lawson (Honda)                             | Wayne Rainey (Yamaha)                           | Kevin Schwantz (Suzuki)                     | Kevin Schwantz (Suzuki)                          |
| 38     | 1989 | Brno    | Zijspanklasse | Egbert Streuer / Geral de Haas (LCR-Yamaha) | Markus Egloff / Urs Egloff (SMS-Yamaha)          | Steve Webster / Tony Hewitt (LCR-Krauser)       | Rolf Biland / Kurt Waltisperg (LCR-Krauser) | Egbert Streuer / Geral de Haas (LCR-Yamaha)      |
|        |      |         |               |                                             |                                                  |                                                 |                                             |                                                  |
| 39     | 1990 | Brno    | 125 cc        | Hans Spaan (Honda)                          | Stefan Prein (Honda)                             | Alessandro Gramigni (Aprilia)                   | Doriano Romboni (Honda)                     | Dirk Raudies (Honda)                             |
| 39     | 1990 | Brno    | 250 cc        | Carlos Cardús (Honda)                       | John Kocinski (Yamaha)                           | Helmut Bradl (Honda)                            | Helmut Bradl (Honda)                        | Carlos Cardús (Honda)                            |
| 39     | 1990 | Brno    | 500 cc        | Wayne Rainey (Yamaha)                       | Wayne Gardner (Honda)                            | Eddie Lawson (Yamaha)                           | Kevin Schwantz (Suzuki)                     | Wayne Rainey (Yamaha)                            |
| 39     | 1990 | Brno    | Zijspanklasse | Alain Michel / Simon Birchall (LCR-Krauser) | Steve Webster / Gavin Simmons (LCR-Krauser)      | Alfred Zurbrügg / Martin Zurbrügg (LCR-Krauser) | Egbert Streuer / Geral de Haas (LCR-Yamaha) | Markus Egloff / Urs Egloff (SMS-Yamaha)          |
|        |      |         |               |                                             |                                                  |                                                 |                                             |                                                  |
| 40     | 1991 | Brno    | 125 cc        | Alessandro Gramigni (Aprilia)               | Loris Capirossi (Honda)                          | Gabriele Debbia (Aprilia)                       | Loris Capirossi (Honda)                     | Kazuto Sakata (Honda)                            |
| 40     | 1991 | Brno    | 250 cc        | Helmut Bradl (Honda)                        | Carlos Cardús (Honda)                            | Luca Cadalora (Honda)                           | Helmut Bradl (Honda)                        | Helmut Bradl (Honda)                             |
| 40     | 1991 | Brno    | 500 cc        | Wayne Rainey (Yamaha)                       | Mick Doohan (Honda)                              | John Kocinski (Yamaha)                          | Wayne Rainey (Yamaha)                       | Wayne Rainey (Yamaha)                            |
| 40     | 1991 | Brno    | Zijspanklasse | Rolf Biland / Kurt Waltisperg (LCR-Honda)   | Egbert Streuer / Peter Brown (LCR-Krauser)       | Steve Webster / Gavin Simmons (LCR-Krauser)     | Egbert Streuer / Peter Brown (LCR-Krauser)  | Egbert Streuer / Peter Brown (LCR-Krauser)       |

1928 · 1929 · 1950 · 1951 · 1952 · 1954 · 1955 · 1956 · 1957 · 1958 · 1959 · 1960 · 1961 · 1962 · 1963 · 1964 · 1965 · 1966 · 1967 · 1968 · 1969 · 1970 · 1971 · 1972 · 1973 · 1974 · 1975 · 1976 · 1977 · 1978 · 1979 · 1980 · 1981 · 1982 · 1983 · 1984 · 1985 · 1986 · 1987 · 1988 · 1989 · 1990 · 1991